# 1944 aux États-Unis
Pour des articles plus généraux, voir Chronologie des États-Unis et 1944.
Chronologie des États-Unis
- 1940
- 1941
- 1942
- 1943
- 1944
- 1945
- 1946
- 1947
- 1948

Cette page concerne des événements d'actualité qui se sont produits durant l'année 1944 du calendrier grégorien aux États-Unis.

## Gouvernement
- Président : Franklin D. Roosevelt
- Vice-président : Henry A. Wallace
- Secrétaire d'État : Edward R. Stettinius, Jr
- Chambre des représentants - Président

## Événements
- 10 mai : déclaration de Philadelphie[1]. L'Organisation internationale du travail (OIT) marque la préoccupation des États et de la société civile en matière de droits de l'homme.
- 29 mai : Individual Income Tax Act. Loi fiscale augmentant de 5 % l'impôt sur le revenu, dont la première tranche passe à 23 % et la dernière tranche à 94 %. Suppression de la Victory Tax.
- 22 juin[2] : Roosevelt signe le G.I. Bill of Rights prévoyant une aide publique à la reconversion des combattants.
- 1er juillet : ouverture de la Conférence économique de Bretton Woods (New Hampshire) réunissant 44 pays, dont l’URSS.
- 17 juillet : Catastrophe de Port Chicago (Californie), explosion accidentelle de deux cargos de munition en cours de chargement.
- 22 juillet : Signature des Accords de Bretton Woods qui réorganisent le système monétaire international.
- 21 août : début de la conférence de Dumbarton Oaks. Les représentants des États-Unis, du Royaume-Uni, de l'URSS et de la Chine posent les bases de l'Organisation des Nations unies et du Conseil de sécurité.
- 15 septembre : la côte nord-est des États-Unis est frappée par un très puissant cyclone tropical, le Great Atlantic Hurricane.
- 7 octobre : fin des travaux de la conférence de Dumbarton Oaks.
- 7 novembre : Franklin D. Roosevelt est réélu pour la 4e fois à la présidence contre le conservateur républicain Thomas Dewey. Il a bénéficié du soutien du syndicat CIO par le biais du Comité d’action politique.

### Économie et société
- 700 000 chômeurs. Le PNB (213 milliard de dollars) a doublé depuis 1940. Les bénéfices des entreprises sont passés de 6,4 milliards de dollars en 1940 à 10,8 en 1944.
- Reprise de la natalité.
- Engagement militaire maximal des États-Unis. Le budget fédéral atteint un niveau jamais atteint de 95,3 milliards de dollars (43 % du PIB).
- Les États-Unis comptent 16 millions d'américains engagés dans l'armée.
- Le niveau d'imposition atteint 43,7 milliards de dollars.
- Légère amélioration du déficit à 47,6 milliards de dollars.
- Nouveau record de la dette publique : 118 % du PIB.
- Le déficit public atteint 23 % du PIB.

## Naissances en 1944
- 1er février : Mike Enzi, sénateur du Wyoming au Congrès des États-Unis depuis 1997.
- 1er mars : John Breaux, sénateur de Louisiane au Congrès des États-Unis de 1987 à 2005.
- 31 mars : Angus King, gouverneur du Maine de 1995 à 2003 et sénateur du même état depuis 2013.
- 16 mai : Danny Trejo, acteur américain.
- 27 mai : Christopher Dodd, sénateur démocrate du Connecticut depuis 1981.
- 29 juin : Gary Busey, acteur américain.
- 21 juillet : Paul Wellstone, sénateur du Minnesota de 1991 à 2002. († 25 octobre 2002)
- 17 novembre : Danny DeVito, acteur, réalisateur et producteur du cinéma.
- 21 novembre : Dick Durbin, sénateur de l'Illinois depuis 1997.
- 28 décembre : Johnny Isakson, sénateur de Géorgie depuis 2005.

## Décès en 1944
- x